# Фарварсон, Генри
Ге́нри (Андре́й Дани́лович) Фа́рварсон (англ. Henry Farquharson; 1674—1739) — шотландский профессор Абердинского университета, специалист в математике, астрономии и морских науках.

## Биография
Фамилия Farquharson имеет старошотландское, гэльское происхождение и распространена в Абердиншире. Существует одноименный шотландский клан.
Генри Фарварсон происходил из Милтон-оф-Уайтхаус близ городка Баллатер на западе Абердиншира.
В 1691—1695 годах учился (на стипендию Милна) в Колледже Маришаля, впоследствии вошедшем в состав Абердинского университета. По окончании колледжа работал в нём в качестве Лидделловского тьютора по математике.
В 1698 году был рекомендован, вероятно, Перегрином Осборном, маркизом Кармартеном (будущим 2-м герцогом Лидсом) царю Петру I, находившемуся в Англии, и был приглашён им на русскую государственную службу вместе с Гвином и Грейсом. В июне 1698 года он прибыл в Россию морем через Архангельск.

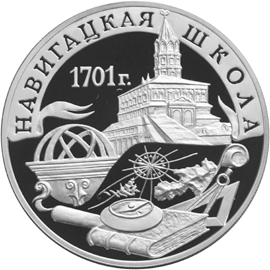
Монета Банка России. Навигацкая школа (3 рубля, серия «Наука»)

Его деятельность в России началась с открытия в Москве 14 января 1701 года школы математических и навигацких наук по образцу лондонской Королевской математической школы Госпиталя Христа. Для помещения Навигацкой школы была отведена Сухарева башня. При участии Фарварсона был составлен план организации этой школы, а предметами его преподавания в ней были: навигация, мореходная астрономия, геодезия (с некоторыми разделами математики). Первоначально Фарварсон читал лекции на латыни через переводчика, но вскоре выучил русский язык. Кроме преподавания рассматривал иностранные книги по своим специальностям и указывал из них те, появление которых в печати на русском языке было бы желательно. В 1703 и 1712 годах консультировал Лейбница по вопросам положения науки и книгоиздания в России.
В 1712 году правительство поручило ему произвести разыскания для проведения дороги между Москвой и Петербургом. Начатая в том же году согласно его указаниям постройка этой дороги была доведена от Петербурга до Новгорода.
В 1716 году он был переведён в Петербург, во вновь учреждённую Морскую академию. Здесь он читал «арифметику, геометрию, плоскую тригонометрию, плоскую и меркаторскую навигацию и геодезию».
К нему обращались за советом, мнением не только ведомство, в котором он служил, но и другие, в том числе из Академия наук.
В 1737 году получил чин бригадира.
Умер в декабре 1739 году в Петербурге.

## Труды
Принимал участие в редактировании изданий для учеников навигацкой школы : 
- «Таблицы логарифмов и синусов, тангенсов, секансов» (Москва, 1703; шрифт церковно-славянский); 2-е изд. (Москва, 1716; шрифт гражданский) — перепечатка книги Влака «Tabulae sinuum, tangentium et secantium, et logarithmi sinuum, tangentium»
- «Xapтина меркаторская Америки или Индии западныя против англинския хартины» (Москва, 1715; гравированная на меди карта)
- «Новая размерная хартина от канала до берега барбарийского с островами канарийскими и западными» (Москва, 1715; гравированная на меди карта)

Взял на себя указание книг по морскому делу, перевод которых на русский язык мог быть полезен, а также исправление переводов, число которых к концу его жизни дошло до 38. При непосредственном его участии были изданы для учеников академии и навигацких школ: 
- «Таблицы горизонтальныя северныя и южныя широты: восхождения солнца со изъявлением: чрез которые зело удобно кроме трудного арифметическаго исчисления (не правильное) или непорядочное указание компасов, яже во всех местах света обретаются, чрез них же легко и зело удобно найти и скоро возможно.» (перевод с голландского. — Москва, 1722. — 361 с.)

Из книг, составленных самим Фарварсоном, появились в печати в год его смерти только две:
- «Книжица о сочинении и описании сектора, скал плоскои и гунтерскои со употреблением оных инструментов, в решении разных математических проблем» — СПб., 1739. — [2], 54, [1], 3 с., [2] л. черт.;
- «Эвклидовы элементы из двенадцати нефтоновых книг выбранныя, и в осмь книг через профессора математики Андрея Фарварсона сокращенныя, с латинского на российский язык хирургусом Иваном Сатаровым преложенныя» — СПб., 1739. — 284 с., 13 таблиц. В этом издании «Начала» («Элементы») Евклида впервые появились на русском языке.

Остались ненапечатанными «Тригонометрия», «Cursus mathematicus» и сочинение о навигации.
Все свои сочинения писал на латинском языке. Те из них, которые предназначались для учеников или для печати, переводились обыкновенно на русский язык состоявшими при Морской академии переводчиками.

## Комментарии
1. ↑  В России его называли: Андрей Данилович.
2. ↑  Часто встречается в русскоязычных источниках написание Fargwarson, например, в словаре Брокгауза и Ефрона. Однако в английских источниках написание всегда Farquharson, и существуют другие люди с такой фамилией.